# Melaenornis edolioides
A Melaenornis edolioides  a madarak osztályának verébalakúak (Passeriformes) rendjébe és a légykapófélék (Muscicapidae) családjába tartozó faj.

## Rendszerezése
A fajt William John Swainson angol ornitológus írta le 1837-ben, a Melasoma nembe Melasoma edolioides néven.

## Alfajai
- Melaenornis edolioides edolioides (Swainson, 1837)
- Melaenornis edolioides lugubris (J. W. von Müller, 1851)
- Melaenornis edolioides schistaceus Sharpe, 1895[2]

## Előfordulása
Afrika középső részén, Benin, Bissau-Guinea, Burkina Faso, Csád, Dél-Szudán, Elefántcsontpart, Eritrea, Etiópia, Gambia, Ghána, Guinea, Kamerun, Kenya, a Kongói Demokratikus Köztársaság, a Közép-afrikai Köztársaság, Mali, Mauritánia, Niger, Nigéria, Szenegál, Sierra Leone, Szudán, Tanzánia, Togo és Uganda területén honos. 
Természetes élőhelyei a szubtrópusi vagy trópusi síkvidéki esőerdők, lombhullató erdők, füves puszták, szavannák és cserjések, valamint szántóföldek, ültetvények és vidéki kertek. Állandó, nem vonuló faj.

## Megjelenése
Átlagos testhossza 20 centiméter, testtömege 28–36 gramm.
|  |

## Életmódja
Ízeltlábúakkal, főleg rovarokkal táplálkozik.

## Természetvédelmi helyzete
Az elterjedési területe rendkívül nagy, egyedszáma pedig stabil. A Természetvédelmi Világszövetség Vörös listáján nem fenyegetett fajként szerepel.